# Simulium cuasiexiguum
Simulium cuasiexiguum är en tvåvingeart som beskrevs av Shelley, Luna Dias, Maia-herzog, Lowry, Garritano, Penn och Camargo 2001. Simulium cuasiexiguum ingår i släktet Simulium och familjen knott. Inga underarter finns listade i Catalogue of Life.